# Möhrenreuth
Möhrenreuth ist ein Gemeindeteil der Gemeinde Guttenberg im Landkreis Kulmbach (Oberfranken, Bayern). Möhrenreuth liegt in der Gemarkung Guttenberg.

## Geografie
Der aus drei Einzelsiedlungen bestehende Weiler liegt am Fuße von bewaldeten Anhöhen des Frankenwaldes. Südlich des Ortes entspringt der Schrötleinsbach, ein linker Oberlauf des Wolfsbaches. Eine Gemeindeverbindungsstraße führt nach Kaltenstauden (0,6 km südlich) bzw. zu einer Gemeindeverbindungsstraße bei Breitenreuth (0,5 km nordwestlich).

## Geschichte
Der Ort wurde 1370 als „Mehrenrewt“ erstmals urkundlich erwähnt.
Gegen Ende des 18. Jahrhunderts bestand Möhrenreuth aus drei Anwesen (2 Frongüter, 1 Gütlein). Das Hochgericht übte das Burggericht Guttenberg aus. Es hatte ggf. an das bambergische Centamt Marktschorgast auszuliefern. Die Grundherrschaft oblag dem Burggericht Guttenberg.
Mit dem Gemeindeedikt wurde Möhrenreuth dem 1812 gebildeten Steuerdistrikt Guttenberg und der im selben Jahr gebildeten Gemeinde Guttenberg zugewiesen.

### Einwohnerentwicklung
| Jahr      | 001818 | 001819 | 001861 | 001871 | 001885 | 001900 | 001925 | 001950 | 001961 | 001970 | 001987 |
| Einwohner |        | 18     | 27     | 20     | 17     | 14     | 18     | 14     | 12     | 13     | 5      |
| Häuser    | 3      |        |        |        | 3      | 3      | 3      | 3      | 3      |        | 3      |
| Quelle    | [ 7 ]  | [ 9 ]  | [ 10 ] | [ 11 ] | [ 12 ] | [ 13 ] | [ 14 ] | [ 15 ] | [ 16 ] | [ 17 ] | [ 1 ]  |

## Religion
Möhrenreuth ist seit der Reformation gemischt konfessionell. Die Katholiken sind nach St. Jakobus der Jüngere (Guttenberg) gepfarrt, die Protestanten nach St. Georg (Guttenberg).